# Armington (Illinois)
Pour les articles homonymes, voir Armington.
Armington est un village américain du comté de Tazewell, dans l'État de l'Illinois. Il est incorporé le 21 novembre 1904.

## Démographie
Lors du recensement de 2010, le village comptait une population de 343 habitants.

## Source de la traduction
- (en) Cet article est partiellement ou en totalité issu de l’article de Wikipédia en anglais intitulé « Armington, Illinois » (voir la liste des auteurs).